# ТЕС Лабрег
ТЕС Лабрег — теплова електростанція в Алжирі у південній частині вілаєту Хеншела. 
2011 року замовлення на спорудження станції отримала італійська компанія Ansaldo. За три роки тут ввели в експлуатацію дві встановлені на роботу у відкритому циклі газові турбіни типу AE94.2 потужністю по 141 МВт. Ще на етапі спорудження двох перших блоків ухвалили рішення про збільшення потужності станції шляхом встановлення третьої такої ж турбіни, що відбулось у 2015 році.
ТЕС використовує природний газ, що надходить по перемичці довжиною 16 км з діаметром 500 мм від газотранспортного коридору Хассі-Р'Мель – Уед-Саф-Саф, який є початковою ділянкою Транс-Середземноморського газопроводу.
Видача продукції відбувається по ЛЕП, що працює під напругою 220 кВ.